# Plano Agache
Plano Agache é a denominação popular dada tanto a um plano de remodelação urbana da cidade do Rio de Janeiro, elaborado no final da década de 1920 por Alfred Agache, quanto a um outro plano de remodelação de Curitiba, elaborado no início da década de 1940 pelo mesmo arquiteto e sob influência do primeiro projeto.
O plano para a cidade do Rio de Janeiro foi elaborado por solicitação do então prefeito da cidade, Antônio Prado Júnior.
Embora não tenha sido efetivamente implementado, o Plano abriu novas perspectivas para o urbanismo no Brasil e deu origem à criação do Departamento de Urbanismo da Prefeitura Municipal.

## Influência no urbanismo de Curitiba

Alfred Agache, em 1927.

O segundo grande plano urbanístico de Curitiba foi encomendado em 1941 à firma paulista Coimbra Bueno & Cia, que por sua vez contratou o arquiteto e urbanista francês Alfredo Agache. O plano foi entregue à Prefeitura de Curitiba em 23 de outubro de 1943.
Pelo Plano Agache, foi adotado um sistema radial de vias ao redor do centro. Deixou marcas que permanecem: as grandes avenidas, como Visconde de Guarapuava, Sete de Setembro e Marechal Floriano Peixoto; as galerias pluviais da Rua XV de Novembro; o recuo obrigatório de 5 metros para construções novas; a concentração de fábricas na Zona Industrial atrás da Estação Ferroviária; a previsão de áreas para o Centro Cívico e para o Centro Politécnico; o Mercado Municipal. O Plano Agache orientou as autoridades municipais até 1958, quando foi criado o Departamento de Urbanismo da Prefeitura, junto com a Coplac - Comissão de Planejamento de Curitiba.
Em 2012, o Instituto de Pesquisa e Planejamento Urbano de Curitiba (Ippuc) digitalizou e disponibilizou os projetos originais do plano na internet.